# Убийство Вигена Абрамянца
Виген Рафаэлович Абрамянц (Абрамя́н) (арм. Վիգեն  Աբրահամյանց; 11 августа 1989, Баку — 22 апреля 2006, Москва) — армянский подросток, убитый в Москве российскими неонацистами. Его убийство приобрело резонансный характер.

## Биография Вигена
Виген Абрамянц родился 11 августа 1989 году в Баку, Азербайджанской ССР. В 1994 семья переехала в Москву, где Виген провёл оставшиеся годы. В 2005 году поступил в Московский институт управления по специальности «финансы и кредит».
22 апреля 2006 года около 17:00 на станции метро «Пушкинская», на Вигена и его знакомых напала группа молодых людей. По словам очевидцев происшествия, нападавшие были обуты в высокие ботинки и наголо острижены. В ходе драки Виген Абрамянц получил удар ножом в сердце, от которого скончался на месте. Ножевые раны и телесные повреждения получили ещё несколько человек.

## Обвинение Дениса Кулагина
Сразу после убийства СМИ распространили информацию, что Виген убит на национальной почве наци-скинхедами. Однако вслед за тем следствие заявило, что в убийстве виновен 16-летний ученик московской школы Денис Кулагин, который дал признательные показания. Ссора якобы вспыхнула из-за девушки по имени Жанна, которую якобы Виген грубо оскорбил, после чего Денис ударил его ножом. По данным следствия, в день убийства 22 апреля Денис Кулагин и Виген Абрамянц случайно оказались в одной компании футбольных болельщиков «Спартака» и «Локомотива», искавшей встречи с фанатами ЦСКА. Ранее молодые люди знакомы не были, однако имели общих приятелей среди фанатов, которые и позвали их на платформу станции метро «Пушкинская», где было назначено место встречи. Утверждения про скинхедов были объявлены выдумками.
Вскоре после этого, однако, Денис взял назад свои признательные показания, а в прессе появились заявления матери Дениса Ольги Кулагиной и его девушки Жанны, из-за которой по версии следствия произошёл конфликт. Согласно заявлению Кулагиной со слов Дениса, Денис и Жанна, действительно, собрались посмотреть драку фанатов «Спартака» и «Локомотива»; в компании оказался и Виген, как знакомый их знакомых. Всего собралось 12 человек. Двое из них — курсант школы милиции по имени Лазарь и Виген — около 16:45 вышли наверх покурить, но затем бегом спустились с эскалатора и бросились к товарищам со словами: «За нами идут или следят». Тотчас после этого на них напала группа стриженых наголо молодых людей в кожанках, которые стали их бить. Увидев в руках одного из нападавших нож, Денис схватил Жанну и прыгнул вместе с ней в вагон. Доехав до следующей станции («Баррикадная»), они пересели на другой поезд, вернулся на «Пушкинскую», подошли к милиционерам и рассказали о нападавших. В результате Денис попал в милицию, где его обвинили в убийстве. 4 часа его допрашивали (вопреки закону) в отсутствие совершеннолетних. Приехавшей матери, Ольге Кулагиной, по её словам было заявлено: «Денис сядет на 15 лет за убийство на национальной почве, или за убийство из личной неприязни — защищая честь девушки. За убийство в „любовном треугольнике“ следователь пообещал „условно“ либо незначительный срок. И попросил написать признание». При этом на раздумье были даны всего пять минут. По настоянию матери Денис подписал признание, однако, вернувшись домой и посоветовавшись с адвокатами, Кулагина поняла, что «сломала сыну жизнь».
Согласно рассказу матери Жанны Нефёдовой со слов девушки, Жанна и её товарищи «кружком стояли на платформе, ждали кого-то. Жанна с Денисом целовались. Вдруг какие-то парни в чёрных куртках окружили их. Один из них, бритоголовый, со щетиной, вошёл в их круг и сразу направился к Вагану. Денис, почувствовав, что сейчас что-то произойдёт, быстро выпихнул Жанну из круга и шепнул „беги“. Последнее, что она увидела, как в руке бритоголового блеснул нож. Как он пырнул Вагана, она не видела. Эти парни в чёрном затем побежали и по ходу ударили Жанну. Мы сегодня сняли синяки в травмпункте. Ещё она помнит, как какой-то мужчина держал на коленях бледного Вагана, пытаясь возвратить его к жизни. На следующее утро пришёл к нам домой следователь и долго допрашивал Жанну. А в ночь на воскресенье к нам ввалились шесть милиционеров в гражданке и произвели обыск. Они искали нож Дениса. Но, разумеется, не нашли. Дочь мне сказала, что Ваган её не оскорблял. Он вообще не сказал ни слова. Только улыбался».
Представители следствия категорически отвергли эту версию. По словам заместителя начальника Управления информации и общественных связей ГУВД Москвы, никаких других раненых, кроме Вигена, в драке не было. «Сейчас уже пошли только разговоры, что выскочили бритоголовые из вагона, которые и напали на подростка-армянина. Мать Кулагина утверждала, что её сын дал показания под принуждением, поскольку милиционеры ему не оставили выбора. Всё это — полный бред».
25 апреля 2006 — Черёмушкинский суд Москвы продлил срок задержания Дениса, однако уже 28 апреля он был освобождён за недостатком улик. Родители Вигена, как и вообще представители армянской общины Москвы, изначально не верили в виновность Дениса, настаивая, что убийство произошло на национальной почве. Вскоре после убийства более сотни армян устроили несанкционированный митинг, перекрыв движение по Новому Арбату, требуя найти следы скинхедов. На сороковой день после убийства Денис с мамой посетил поминки и был тепло принят семьёй убитого.

## Арест Сенюкова и приговор суда
- Как отмечал адвокат, бытовой версии противоречат и первоначальные показания свидетелей, которые утверждали, «что из вагона вывалилась группа скинхедов в униформе и они долго кружили по станции „Пушкинская“, выбирая жертву, и лишь потом напали на Вигена». То, что Виген Абрамянц был убит одним ударом в сердце, «выдаёт в убийце профессионала, а не какого-то там школьника».
- Уголовное дело о взрыве на Черкизовском рынке столицы и дело об убийстве армянского юноши объединены в одно и переданы для расследования в прокуратуру Москвы[10].
- Арестован Никита Сенюков, сын бывшего сотрудника ФСБ, задержанный по обвинению в убийстве Абрамянца, был знаком с арестованными, которые были причастны к взрыву Черкизовского рынка, — Олегом Костаревым (р.1986), Ильёй Тихомировым (р.1986), Валерием Жуковцовым (р.1988) и Николаем Королёвым (р.1981). Все они входили в одну группировку и были православными монархистами-черносотенцами. Нападение на Вигена Абрамянца также дело рук группировки.
- На допросе Сенюков признался в том, что нанёс подростку удар ножом. Однако он добавил, что использовал нож для самообороны, так как Виген Абрамянц якобы напал на него первым. Сенюкову предъявлено обвинение по статье 105 часть 2 УК РФ — «убийство по мотиву национальной ненависти». Ранее жил в Ухте, поддерживал взгляды националистического движения «Славянского союза», а в Москве стал сторонником организации националистического толка «Русский общенациональный союз». Окончив в 2003 году 18-ю среднюю школу Ухты, он переехал в столицу и здесь поступил в Московский Колледж Милиции № 1 ГУВД г. Москвы[11].
- Приговором Московского городского суда от 15 мая 2008 года Н. Сенюков признан виновным в убийстве В. Абрамянца.